# Tuscaloosa
Tuscaloosa ist eine Stadt am Black Warrior River im US-Bundesstaat Alabama im Tuscaloosa County. Das U.S. Census Bureau hat bei der Volkszählung 2020 eine Einwohnerzahl von 99.600 ermittelt.
Der Name der Stadt leitet sich aus zwei Worten in der Sprache der Choctaw-Indianer her: „Tushka“ für „Krieger“ und „lusa“ für „schwarz“. Es wird vermutet, dass der Name seinen Ursprung im Indianerhäuptling Tuskaloosa hat, der 1540 vom spanischen Eroberer Hernando de Soto in der Schlacht von Mauvilla besiegt wurde.
In den Jahren 1826 bis 1846 war Tuscaloosa Regierungssitz des Bundesstaates Alabama. Die Ruinen des State Capitols sind heute noch zu besichtigen. Seit 1831 ist Tuscaloosa Universitätsstadt. Im Sezessionskrieg (Amerikanischen Bürgerkrieg) wurde die Stadt von den Truppen der Nordstaaten niedergebrannt.
Im Norden der Stadt erstreckt sich der Lake Tuscaloosa, ein Stausee mit ufernahen luxuriösen Villenvierteln. In der Nähe der Stadt befinden sich der Tannhill State Park und der Lake Lurleen State Park.

## Bildung

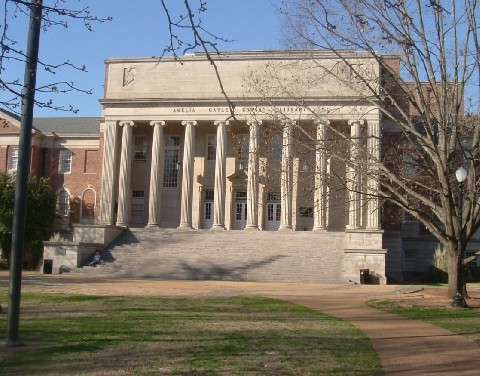
Bibliothek der University of Alabama

Tuscaloosa ist Sitz der University of Alabama, welche mit über 31.700 Studenten der Hauptcampus des University of Alabama System ist. Das Foster Auditorium der Universität war am 11. Juni 1963 Schauplatz des Stand in the Schoolhouse Door, als Alabamas Gouverneur George Wallace durch persönlichen Einsatz verhindern wollte, dass sich die beiden schwarzen Studenten Vivian Malone Jones und James Hood in die Universität einschrieben.
An der Hochschule befindet sich das University of Alabama Arboretum, ein Arboretum mit einer Fläche von 24,3 Hektar. Auf dem Campus haben sich einige hochwertige Gebäude der Antebellum-Architektur erhalten, insbesondere das President's Mansion und das Gorgas House von 1829. Auch in anderen Teilen der Stadt überstanden einzelne Greek-Revival-Gebäude den Sezessionskrieg, darunter das Warner-Haus und das Battle-Friedman-House (Kulturzentrum und Museum); die Old Tavern von 1827 ist ebenfalls zu besichtigen.

## Sport
Das Footballteam der Universität heißt Alabama Crimson Tide und spielt in der Southeastern Conference, die dem College-Sportverband NCAA angehört. Das Bryant-Denny Stadium – benannt nach George Hutchenson Denny, einem Präsidenten der Universität und dem berühmten Trainer Paul „Bear“ Bryant (ihm ist in Tuscaloosa ein Museum gewidmet) – fasst 101.821 Besucher und ist somit das achtgrößte Stadion der Welt. Football ist in Tuscaloosa ein wichtiges Thema. An Tagen wichtiger Footballspiele ist die Innenstadt überfüllt und in das für die Footballmannschaft typische rot (daher Crimson) getaucht durch Fanartikel.

## Wirtschaft
Seit 1946 verarbeitet am Black Warrior River die Tuscaloosa-Raffinerie Erdöl und stellt aus ihnen Treibstoffe her.
Seit 1996, als das Mercedeswerk im nahen Vance eingeweiht wurde, ist Tuscaloosa Partnerstadt von Schorndorf, dem Geburtsort von Gottlieb Daimler. Mercedes-Benz U.S. International, eine Tochtergesellschaft der Daimler AG, fertigt in Vance die Sport Utility Vehicles (SUV) GLE, GLE Coupé und GLS und seit 2014 die C-Klasse für den nordamerikanischen Markt.

## Tornadoschäden 2000 und 2011

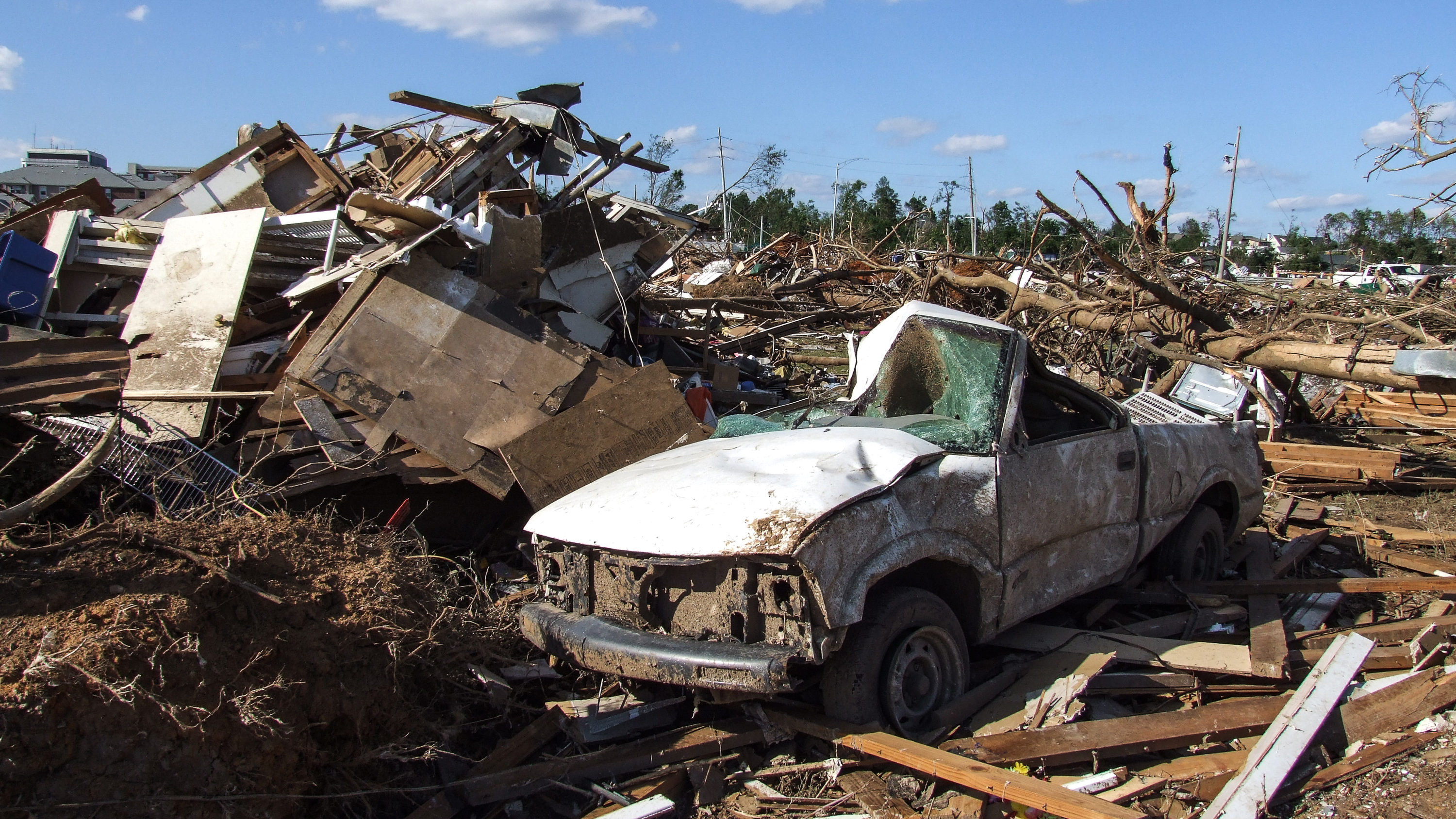
Zerstörtes Wohngebiet am McFarland Boulevard nach dem F4-Tornado vom 27. April 2011

In den Sommermonaten wird es in Tuscaloosa sehr heiß und feucht. Am 16. Dezember 2000 wurde die Stadt von einem schweren F4-Tornado getroffen. Elf Menschen starben und hunderte wurden verletzt. Der Pfad der Verwüstung erstreckte sich über zwölf Meilen durch das Stadtgebiet. Zwei Tage später wurde das Tuscaloosa County zum Katastrophengebiet erklärt.
Tuscaloosa wurde am 27. April 2011, während der Tornado-Saison 2011, von einem Tornado verwüstet. Der Tornado hatte sich südwestlich der Stadt gebildet und zog dann über Tuscaloosa hinweg. Augenzeugenberichten zufolge war der Tornado auf einer Teilstrecke mehr als eine Meile breit.

## Söhne und Töchter der Stadt
- Lafayette Guild (1825–1870), Chirurg in der United States Army
- H. Casey Young (1828–1899), Politiker
- Walter D. Seed (1864–1959), Politiker
- Robert Jemison Van de Graaff (1901–1967), Physiker
- Alden K. Sibley (1911–1999), Generalmajor der US Army
- Dinah Washington (1924–1963), Jazz-, Pop- und Bluessängerin
- Lurleen Wallace (1926–1968), erste Ehefrau von George Wallace und die erste Gouverneurin von Alabama
- Willie D. Burton, Tontechniker
- Robert Shelton (1929–2003), Grand Wizard des Ku-Klux-Klans
- Jarma Lewis (1931–1985), Schauspielerin
- Otis Davis (1932–2024), Basketballspieler, Leichtathlet und Olympiasieger
- Arthur Lee Maye (1934–2002), Doo-Wop-Sänger und Baseballspieler
- James H. Johnson junior (1937–2023), Generalleutnant der United States Army
- Eddie Hinton (1944–1995), Musiker
- Ransom Wilson (* 1951), Flötist und Dirigent
- Wallace W. Farris Jr. (* um 1952), Generalmajor der United States Air Force
- John Stallworth (* 1952), Footballspieler
- Lillie Leatherwood (* 1964), Leichtathletin und Olympiasiegerin
- Angel Martino (* 1967), Schwimmerin und dreifache Olympiasiegerin
- Sherman Irby (* 1968), Jazzmusiker
- Gary Johnson (* 1982), Basketballspieler und -trainer
- Deontay Wilder (* 1985), Boxer
- D. J. White (* 1986), Basketballspieler
- Will Barnes (* 1988), Basketballspieler
- Brian Robinson Jr. (* 1999), American-Football-Spieler
- Danny Thomas (* 1999), Tennisspieler

## Medien
- WUAL-FM, Hauptstation des Alabama Public Radio